# 10. миленијум п. н. е.
10. миленијум п. н. е. означава почетак Мезолита, или Епипалеолита, што је први део епохе Холоцен. Светска популација је била вероватно испод 5 милиона људи, углавном у ловачко-сакупљачким заједницама, расутим по свим континентима сем Антарктика. Грнчарство, а са њим вероватно и кување, је независно развијено у Јапану и северној Африци. Пољопривреда је почела да се развија, али није постала широко распрострањена или доминантна наредних 2.000 година. Вирмов глацијал се завршио, и почео је интерглацијал, који и данас траје, што је омогућило поновно насељавање северних области.

## Догађаји
- око 9000. п. н. е. - Неолитска култура почиње на Блиском истоку.
- око 9000. п. н. е.- Блиски исток: Прве камене културе изграђене код Јерихона.
- Аустралија: Људи мигрирају на аустралијски континент. Ово су преци данашњих аустралијских Абориџина.
- Кореја: Појава грнчарства, вероватно у вези са почетком не-номадског живота и бављења аграром.
- Северна Америка: Палео-индијанска ловачко сакупљачка друштва живе номадским животом у природи.
- Припитомљен пас.
- Персија: Припитомљен јарац.